# Campeonato Mundial de Natação em Piscina Curta de 2021 - 4x100 m livre feminino
A prova dos 4x100 metros livre feminino do Campeonato Mundial de Natação em Piscina Curta de 2021 foi disputado no dia 16 de dezembro de 2021, na Etihad Arena, em Abu Dhabi, nos Emirados Árabes Unidos.

## Recordes
Antes desta competição, os recordes mundiais e do campeonato nesta prova eram os seguintes:
|                       | Nacionalidade | Tempo   | Local | Data                   |
| --------------------- | ------------- | ------- | ----- | ---------------------- |
| Recorde mundial       | Países Baixos | 3:26.52 | Doha  | 5 de dezembro de 20214 |
| Recorde do campeonato | Países Baixos | 3:26.52 | Doha  | 5 de dezembro de 20214 |

## Medalhistas
| Ouro                                                                                           | Ouro                                                                                                 | Bronze                                                                                          |
| Canadá · Kayla Sanchez · Maggie Mac Neil · Rebecca Smith · Katerine Savard · Bailey Andison[a] | Estados Unidos · Kate Douglass · Claire Curzan · Katharine Berkoff · Abbey Weitzeil · Torri Huske[a] | Suécia · Sarah Sjöström · Michelle Coleman · Sophie Hansson · Louise Hansson · *Sara Junevik[a] |

a  Nadadores que participaram apenas nas eliminatórias e receberam medalhas.

## Resultados

### Eliminatórias
As eliminatórias ocorreram dia 16 de dezembro com um total de 14 nacionalidades.
| Colocação | Bateria | Raia | Nacionalidade              | Nadadoras | Tempo   | Notas            |
| --------- | ------- | ---- | -------------------------- | --- | ------- | ---------------- |
| 1         | 2       | 5    | Países Baixos              | Kim Busch (53.44) Marrit Steenbergen (52.13) Tessa Giele (53.26) Ranomi Kromowidjojo (52.56)                          | 3:31.39 | Q                |
| 2         | 2       | 4    | Estados Unidos             | Kate Douglass (52.98) Claire Curzan (52.97) Katharine Berkoff (52.95) Torri Huske (53.01)                             | 3:31.91 | Q                |
| 3         | 2       | 3    | China                      | Zhang Yufei (53.24) Cheng Yujie (52.80) Zhu Menghui (53.22) Wu Qingfeng (52.69)                                       | 3:31.95 | Q                |
| 4         | 1       | 5    | Suécia                     | Michelle Coleman (52.81) Sarah Sjöström (51.45) Sara Junevik (54.01) Louise Hansson (53.79)                           | 3:32.06 | Q                |
| 5         | 2       | 6    | Federação Russa de Natação | Maria Kameneva (52.61) Ekaterina Nikonova (53.15) Arina Surkova (53.26) Daria Klepikova (53.81)                       | 3:32.83 | Q                |
| 6         | 1       | 4    | Canadá                     | Katerine Savard (53.16) Kayla Sanchez (51.76) Rebecca Smith (53.08) Bailey Andison (55.11)                            | 3:33.11 | Q                |
| 7         | 2       | 2    | Hungria                    | Fanni Gyurinovics (53.33) Zsuzsanna Jakabos (53.56) Nikolett Pádár (54.43) Ajna Késely (54.88)                        | 3:36.20 | Q,               |
| 8         | 2       | 8    | Áustria                    | Lena Kreundl (53.95) Cornelia Pammer (54.77) Nina Gangl (55.11) Lena Opatril (54.94)                                  | 3:38.77 | Q                |
| 9         | 1       | 3    | Alemanha                   | Annika Bruhn (54.75) Marie Pietruschka (54.62) Isabel Marie Gose (55.15) Marlen Kullmann (54.70)                      | 3:39.22 |                  |
| 10        | 2       | 7    | Coreia do Sul              | Jeong So-eun (54.19) Ryu Ji-won (55.67) Han Da-kyung (56.78) Kim Seo-yeong (53.76)                                    | 3:40.40 | Recorde nacional |
| 11        | 2       | 1    | Eslováquia                 | Lillian Slušná (55.77) Zora Ripková (54.70) Sabína Kupčová (55.57) Tamara Potocká (55.82)                             | 3:41.86 | Recorde nacional |
| 12        | 1       | 1    | Tailândia                  | Jenjira Srisaard (55.53) Kornkarnjana Sapianchai (56.28) Kamonchanok Kwanmuang (56.45) Jinjutha Pholjamjumrus (57.63) | 3:45.89 |                  |
| 13        | 1       | 7    | Turquia                    | Selen Özbilen (56.33) Nida Eliz Üstündağ (56.87) Merve Tuncel (58.28) Deniz Ertan (57.83)                             | 3:49.31 |                  |
| 14        | 1       | 6    | Hong Kong                  | Katii Tang (55.46) Tam Hoi Lam Natalie Kan Sze Hang Yu                                                                | DSQ     |                  |
| 14        | 1       | 2    | Singapura                  | | DNS     |                  |

### Final
A final foi realizada em 16 de dezembro.
| Colocação         | Raia | Nacionalidade              | Nadadoras                                                                                         | Tempo   | Notas            |
| ----------------- | ---- | -------------------------- | ------------------------------------------------------------------------------------------------- | ------- | ---------------- |
| Medalha de ouro   | 7    | Canadá                     | Kayla Sanchez (51.73) Maggie Mac Neil (52.07) Rebecca Smith (52.11) Katerine Savard (52.61)       | 3:28.52 | Recorde nacional |
| Medalha de ouro   | 5    | Estados Unidos             | Kate Douglass (52.39) Claire Curzan (52.25) Katharine Berkoff (52.38) Abbey Weitzeil (51.50)      | 3:28.52 |                  |
| Medalha de bronze | 6    | Suécia                     | Sarah Sjöström (51.45) Michelle Coleman (52.06) Sophie Hansson (53.41) Louise Hansson (51.88)     | 3:28.80 | Recorde nacional |
| 4                 | 4    | Países Baixos              | Ranomi Kromowidjojo (52.22) Marrit Steenbergen (51.76) Kim Busch (53.06) Kira Toussaint (51.82)   | 3:28.86 |                  |
| 5                 | 3    | China                      | Cheng Yujie (53.14) Zhang Yufei (52.32) Zhu Menghui (53.05) Wu Qingfeng (52.66)                   | 3:31.17 |                  |
| 6                 | 2    | Federação Russa de Natação | Maria Kameneva (52.60) Ekaterina Nikonova (52.97) Arina Surkova (53.32) Daria S. Ustinova (52.66) | 3:31.55 | Recorde nacional |
| 7                 | 1    | Hungria                    | Fanni Gyurinovics (53.78) Zsuzsanna Jakabos (53.40) Nikolett Pádár (54.73) Ajna Késely (55.03)    | 3:36.94 |                  |
| 8                 | 8    | Áustria                    | Lena Kreundl (53.39) Cornelia Pammer (55.45) Nina Gangl (55.33) Lena Opatril (55.01)              | 3:39.18 |                  |

Legenda
| Recorde mundial       | Recorde mundial (World record)               |                       | Recorde africano                      | Recorde africano (African) |                                           | Q | Classificado por posição (Qualified) |
| Recorde do campeonato | Recorde do campeonato (Championship record)  | Recorde da América    | Recorde da América (Americas)         | q                          | Classificado por melhor tempo (Qualified) |   |                                      |
| Melhor marca do ano   | Melhor marca do ano (World leading)          | Recorde asiático      | Recorde asiático (Asian)              | DNS                        | Não largou (Did not start)                |   |                                      |
| Recorde nacional      | Recorde nacional (National record)           | Recorde europeu       | Recorde europeu (European)            | DNF                        | Não terminou (Did not finish)             |   |                                      |
| Recorde pessoal       | Recorde pessoal do atleta (Personal best)    | Recorde da Oceania    | Recorde da Oceania (Oceania)          | DSQ / DQ                   | Desclassificado (Disqualified)            |   |                                      |
| Recorde da temporada  | Recorde da temporada do atleta (Season best) | Recorde sul-americano | Recorde sul-americano (South America) | NM                         | Sem marca (No mark)                       |   |                                      |